# Concursul Muzical Eurovision Junior 2019
Concursul Muzical Eurovision Junior 2019 a fost cel de-al șaptesprezecelea concurs anual muzical Eurovision Junior, care a avut loc pe 24 noiembrie 2019 în Gliwice, Polonia, ca urmare a câștigării ediției anterioare, găzduită de Belarus, de către Roksana Węgiel cu piesa „Anyone I Want to Be” (în română „Oricine vreau să fiu”). Polonia a câștigat concursul pentru a doua oară consecutiv, cu piesa "Superhero" interpretată de Viki Gabor.

## Loc de desfășurare
La 10 decembrie 2018, s-a anunțat că competiția va avea loc în Polonia. Pe 6 martie 2019, s-a anunțat că Arena Gliwice va găzdui concursul.
| Oraș     | Arena         | Capacitate |
| -------- | ------------- | ---------- |
| Gdańsk   | Ergo Arena    | 11 100     |
| Gliwice  | Arena Gliwice | 17 178     |
| Katowice | Spodec        | 11 500     |
| Cracovia | Tauron Arena  | 20 400     |
| Łódź     | Atlas Arena   | 13 800     |
| Szczecin | Netto Arena   | 7 027      |
| Toruń    | Arena Toruń   | 9 250      |

## Rezultatele obținute
| Nr. | Țara              | Artist                              | Muzică                            | Traducere               | Limbă/Limbii         | Loc | Puncte |
| --- | ----------------- | ----------------------------------- | --------------------------------- | ----------------------- | -------------------- | --- | ------ |
| 01  | Australia         | Jordan Anthony                      | "We Will Rise"                    | Noi ne vom ridica       | engleză              | 8   | 121    |
| 02  | Franța            | Carla                               | "Bim Bam Toi"                     | Bim Bam Tu              | franceză             | 5   | 169    |
| 03  | Rusia             | Tatiana Mejențeva & Denberel Oorjak | "A Time for Us"                   | Un timp pentru noi      | rusă, engleză        | 13  | 72     |
| 04  | Macedonia de Nord | Mila Moskov                         | "Fire"                            | Foc                     | macedoneană, engleză | 6   | 150    |
| 05  | Spania            | Melani Garcia                       | "Marte"                           | Marte                   | spaniolă             | 3   | 212    |
| 06  | Georgia           | Ghiorghi Rostiașvili                | "We Need Love"                    | Avem nevoie de dragoste | georgiană, engleză   | 14  | 69     |
| 07  | Belarus           | Liza Misnikova                      | "Pepelnîi (Ashen)"                | Cenușiu                 | belarusă, engleză    | 11  | 92     |
| 08  | Malta             | Eliana Gomez Blanco                 | "We Are More"                     | Noi suntem mai mulți    | malteză, engleză     | 19  | 29     |
| 09  | Țara Galilor      | Erin Mai                            | "Calon yn Curo (Heart Beating)"   | Bate inima              | galeză               | 18  | 35     |
| 10  | Kazahstan         | Erjan Maksim                        | "Armanyńnan qalma"                | Nu-ți pierde visele     | kazahă, engleză      | 2   | 227    |
| 11  | Polonia           | Viki Gabor                          | "Superhero"                       | “Supererou”             | engleză, poloneză    | 1   | 278    |
| 12  | Irlanda           | Anna Kearney                        | "Banshee"                         | -                       | irlandeză            | 12  | 73     |
| 13  | Ucraina           | Sofia Ivanko                        | "The Spirit of Music"             | Spiritul muzicii        | uraineană, engleză   | 15  | 59     |
| 14  | Țările de Jos     | Matheu                              | "Dans met jou"                    | Dansez cu tine          | olandeză, engleză    | 4   | 186    |
| 15  | Armenia           | Karina Ignatian                     | "Colours of Your Dream"           | Culorile visului tău    | armeană, engleză     | 9   | 115    |
| 16  | Portugalia        | Joana Almeida                       | "Vem comigo (Come with Me)"       | Vino cu mine            | portugheză, engleză  | 16  | 43     |
| 17  | Italia            | Marta Viola                         | "La voce della terra"             | Vocea pământului        | italiană, engleză    | 7   | 129    |
| 18  | Albania           | Isea Çili                           | "Mikja ime fëmijëri"              | Copilărie, prietena mea | albaneză             | 17  | 36     |
| 19  | Serbia            | Darija Vračević                     | "Podigni glas (Raise Your Voice)" | Ridică tonul            | sârbă, engleză       | 10  | 109    |

## Țări care nu participă în 2019
- Andorra
- Azerbaidjan
- Belgia
- Bulgaria
- Cehia
- Cipru
- Croația
- Danemarca
- Elveția
- Estonia
- Finlanda
- Germania
- Grecia
- Islanda
- Israel
- Letonia
- Republica Moldova
- Muntenegru
- Norvegia
- Regatul Unit
- Slovacia
- Slovenia
- Suedia